# Apocryptus praeclarus
Apocryptus praeclarus là một loài tò vò trong họ Ichneumonidae.